# Oxycnemis subsimplex
Oxycnemis subsimplex är en fjärilsart som beskrevs av Dyar. Oxycnemis subsimplex ingår i släktet Oxycnemis och familjen nattflyn. Inga underarter finns listade i Catalogue of Life.